# Midori (Gunma)
Midori (jap. みどり市 Midori-shi) ist eine kreisfreie Stadt in der Präfektur Gunma auf Honshū, der Hauptinsel von Japan.

## Geschichte
Midori entstand am 1. März 2006 durch Zusammenschluss der Gemeinden Kasakake (笠懸町, -machi) des Landkreises Nitta, Ōmama (大間々町, -machi) des Landkreises Yamada und Azuma (東村, -machi) des Landkreises Seta.
Im früheren Kasakake liegt die archäologische Ausgrabungsstätte Iwajuku mit den bis dahin ältesten Zeugnissen menschlicher Besiedlung in Japan.

## Verkehr
- Straße:
  - Nationalstraße 50, 122, 353
- Zug:
  - JR Ryōmō-Linie, nach Maebashi und Oyama

## Weblinks

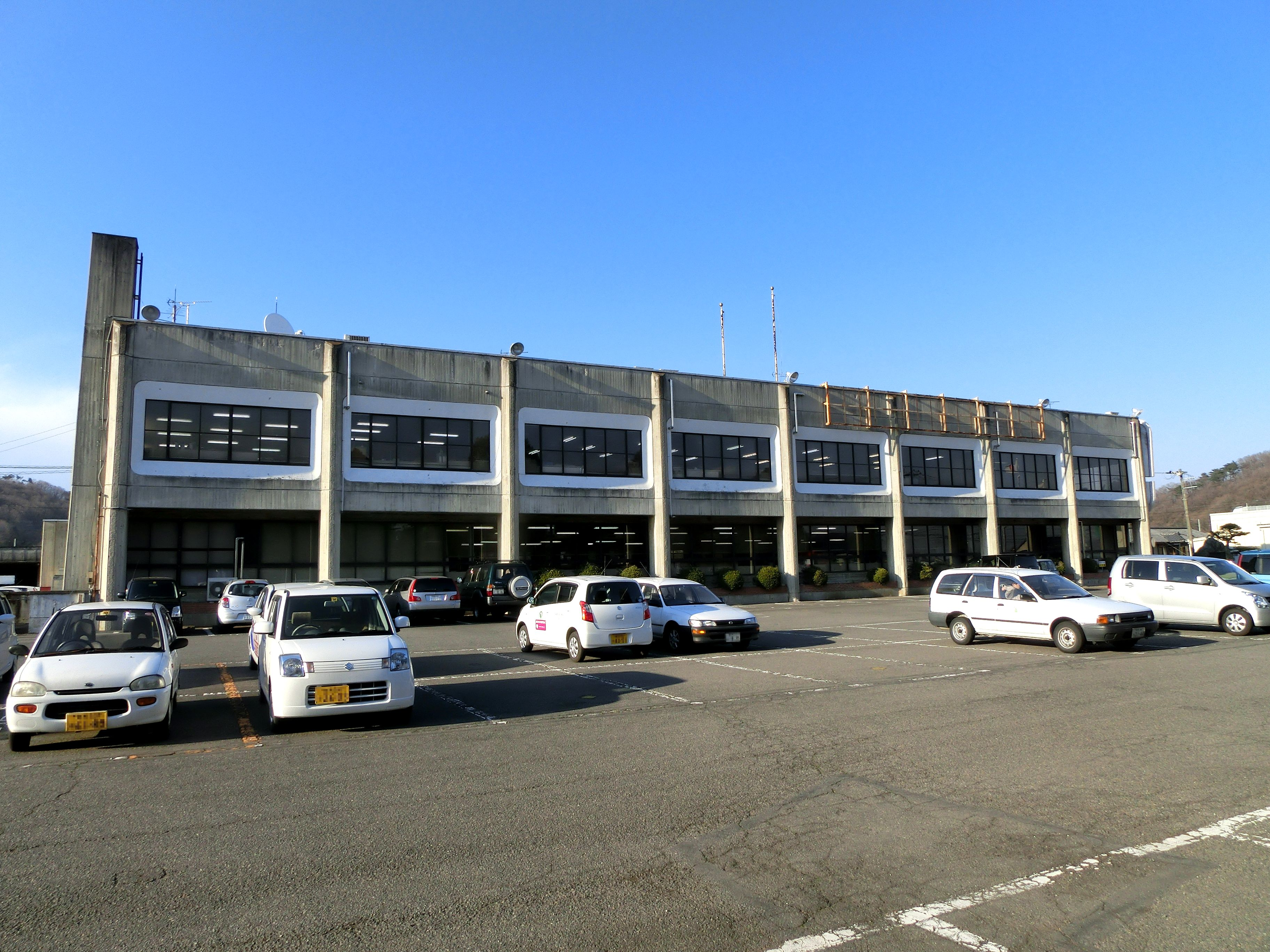
Rathaus von Midori (Kasakake-Regierungsgebäude)

## Angrenzende Städte und Gemeinden
- Präfektur Gunma
  - Kiryū
  - Isesaki
  - Numata
  - Ōta
- Präfektur Tochigi
  - Sano
  - Kanuma
  - Nikkō